# Lippels Traum
Lippels Traum ist ein Kinderbuch von Paul Maar. Hauptfigur des Romans ist der zehnjährige Schuljunge Philipp Mattenheim, den seine Eltern nur „Lippel“ rufen.

## Einleitung
An den Anfang des Buchs setzte Paul Maar ein Zitat von Blaise Pascal:

„Wenn wir jede Nacht das gleiche träumten, würde es uns genau so beschäftigen wie alles, was wir täglich sehen. … Wenn ein Handwerker sicher sein könnte, jede Nacht zwölf Stunden lang zu träumen, er sei König, so wäre er ebenso glücklich wie ein König, der jede Nacht zwölf Stunden lang träumte, er sei ein Handwerker.“

## Handlung
Die Geschichte spielt von Montag bis Sonntag einer einzigen Woche und beginnt damit, dass  Lippels  Eltern zu einem Kongress nach Wien fahren. Die Betreuerin, Frau Jakob, die sie für diesen Zeitraum finden, ist vollkommen ungeeignet und macht Lippel das Leben schwer. Am schlimmsten ist für ihn, dass sie ihm zur Bestrafung sein Märchenbuch wegnimmt. So bleibt Lippel nichts anderes übrig, als das gerade begonnene Buch zu Ende zu träumen.
Am Montag kommen zwei türkische Kinder in Lippels Klasse, das Mädchen Hamide und der Junge Arslan. Die beiden kommen auch prompt in Lippels Traum vor, der im Morgenland spielt (dort heißt er allerdings Asslam und ist ein Prinz, der sieben Tage lang nicht sprechen darf). Auch Frau Jakob erscheint im Traum, als intrigante Schwester des Königs.
Am Ende der Woche spitzen sich die Konflikte mit Frau Jakob so sehr zu, dass eine ältere Nachbarin, Frau Jeschke, sie wegschickt und selbst die Verantwortung für Lippel übernimmt.
Als Lippels Eltern endlich zurück sind, ist dieser traurig, dass er seinen Traum nicht zu Ende träumen konnte, doch hilft ihm seine Mutter, indem sie die Geschichte fertig erzählt.

## Kritik
„Ein Buch im Buch, lauter Geschichten in der Geschichte und Träume, die Leben und Literatur verbinden.“

## Verfilmungen
Produzentin Monika Aubele und Regisseur Karl-Heinz Käfer nahmen sich einer Verfilmung des Buchs an. Das Drehbuch schrieb Maria Theresa Wagner. In die Kinos kam der Film am 21. März 1991.
Auf der Berlinale 2009 hatte eine Neuverfilmung von Lippels Traum mit Moritz Bleibtreu, Anke Engelke, Christiane Paul, Amrita Cheema und Eva Mattes Premiere. Regie führte Lars Büchel.

## Ausgaben
- Lippels Traum; Hamburg: Oetinger, 1984; ISBN 3-7891-1957-1
- Lippels Traum; München: Omnibus, 2007; ISBN 978-3-570-21716-0. Erste Auflage nach den Regeln der Rechtschreibreform.
- Lippels Traum; München: dtv; 2007; ISBN 978-3-42370-650-6.
- Lippels Traum; Hamburg: Oetinger, 2009; ISBN 978-3-7891-4200-0. Sonderausgabe mit Filmbildern.
- Lippels Traum; Hamburg: Oetinger, 2011; ISBN 978-3-8415-0062-5. 14. Auflage, Illustrationen von Paul Maar